# 伏木悦郎
伏木 悦郎（ふしき えつろう、1952年3月24日 - ）は、日本の自動車評論家である。静岡県三島市出身。

## 人物
1970年、専修大学法学部入学（1973年中退）。レース活動を経て、評論家に転向した。FR駆動をこよなく愛する一方、環境問題にも関心を持つ。愛称「アニキ」。1987年から2002年まで『日本カー・オブ・ザ・イヤー』選考委員を務めた。
2016年3月28日、過去2年間余りにわたって、日本自動車ジャーナリスト協会の会員および自動車ジャーナリズム全体に対して侮蔑的な発言をSNS等で繰り返してきたとして、同協会から除名処分を受ける。

## 愛車歴
最初に購入したのは、ホンダ・シビック（初代、SB系）。その後ホンダ・プレリュードを経て、メルセデス・ベンツ190Eアンファング（日本国内仕様では希少な5速MT）でFR車の良さを実感する。国産の小型車がほぼFF駆動かそれをベースにした4輪駆動で占められ、FR駆動は重量級の大型セダンばかりとなっていた1990年代、この事態に嘆いて「2,000cc程度の自然吸気エンジン搭載で、FR駆動の安価なスポーツカーを国内メーカーは出すべき」という提案を雑誌媒体などで繰り出した急先鋒となった。そして1999年にはその提案に適って発売されたばかりのトヨタ・アルテッツァとホンダ・S2000を連続して購入する意気込みを示した。それまでの愛車メルセデス190Eアンファングはベストカーのプレゼント企画で読者に譲った。その後、アルテッツァから2代目トヨタ・プリウスに乗り換える。2009年夏にはS2000も手放すが、自身のブログの自己紹介欄では現在も“FR絶対主義”を掲げているなどして、その信念は変わりない。

## 主な寄稿先
- driver（八重洲出版）- 雑誌の企画で、123個の菓子を試食したこともある。
- XaCAR（三栄書房）